# Le Lac (chanson de Julien Doré)
Pour les articles homonymes, voir Le Lac.
Singles de Julien Doré
Chou Wasabi
(2014) Sublime et Silence
(2016)
Pistes de &
Sublime et Silence
(3) Corail
(5)
Le Lac est une chanson de Julien Doré sortie en single le 8 juillet 2016, premier extrait de l'album &.

## Liste de titres
| 1. | Le Lac | - Julien Doré - Darko - Baptiste Homo | 3:57 |

| A. | Le Lac   | - Julien Doré - Darko - Baptiste Homo | 3:54 |
| B. | Mon écho | - Julien Doré - Darko                 | 4:35 |

## Clip vidéo
Dans le clip, réalisé par Julien Doré et Brice VDH, Pamela Anderson fait une apparition.
Le clip a été tourné dans le département des Alpes Maritimes au Lac du Broc.

## Accueil commercial
Elle se classe en tête des ventes en France pendant une semaine en octobre 2016.

## Classements et certifications

### Classements hebdomadaires
| Classement (2016-2017)                  | Meilleure position |
| --------------------------------------- | ------------------ |
| Belgique (Flandre Ultratip 100)         | 24                 |
| Belgique (Wallonie Ultratop 50 Singles) | 3                  |
| Belgique (Wallonie Ultratop 50 Airplay) | 2                  |
| France (SNEP)                           | 1                  |
| France (SNEP Radio)                     | 5                  |
| France (SNEP Streaming)                 | 44                 |
| France (SNEP Téléchargement)            | 1                  |
| Suisse (Schweizer Hitparade)            | 72                 |
| Suisse (Charts Romandie)                | 4                  |

| Classement (2018)                          | Meilleure position |
| ------------------------------------------ | ------------------ |
| Belgique (Wallonie Back Catalogue Singles) | 17                 |

### Classements de fin d'année
| Classement (2016)            | Meilleure position |
| ---------------------------- | ------------------ |
| Belgique (Wallonie Ultratop) | 20                 |
| France (SNEP)                | 163                |

### Certification
| Pays   | Organisme | Certification | Unités certifiées                    |
| ------ | --------- | ------------- | ------------------------------------ |
| France | SNEP      | Platine       | 20 000 000 (en équivalent streaming) |

## Historique de sortie
| Pays                  | Date           | Format                                                | Label    |
| --------------------- | -------------- | ----------------------------------------------------- | -------- |
| France / Monde entier | 8 juillet 2016 | Téléchargement, streaming, disque 45 tours, CD single | Columbia |